# Alfonso La Torre
Alfonso La Torre (Cusco, 1927 – 3 dicembre 2002) è stato un fumettista e giornalista peruviano.

## Biografia
Lavorò come illustratore di romanzi negli anni quaranta e cinquanta divenendo poi uno dei primi artisti peruviani a usare personaggi ricorrenti nelle proprie strisce a fumetti. Realizzò dal 1947 la serie Las Andanzas de Anacleto Barringa, seguito poi da Falsetti, un Tipo Como Muchos pubblicato su El Comercio dal 1948 al 1962. Alla fine degli anni cinquanta realizzò una trasposizione a fumetti di Tradiciones Peruanas di Ricardo Palma per El Comerio. Più tardi divenne critico letterario, teatrale e cinematografico.